# 衆楽園

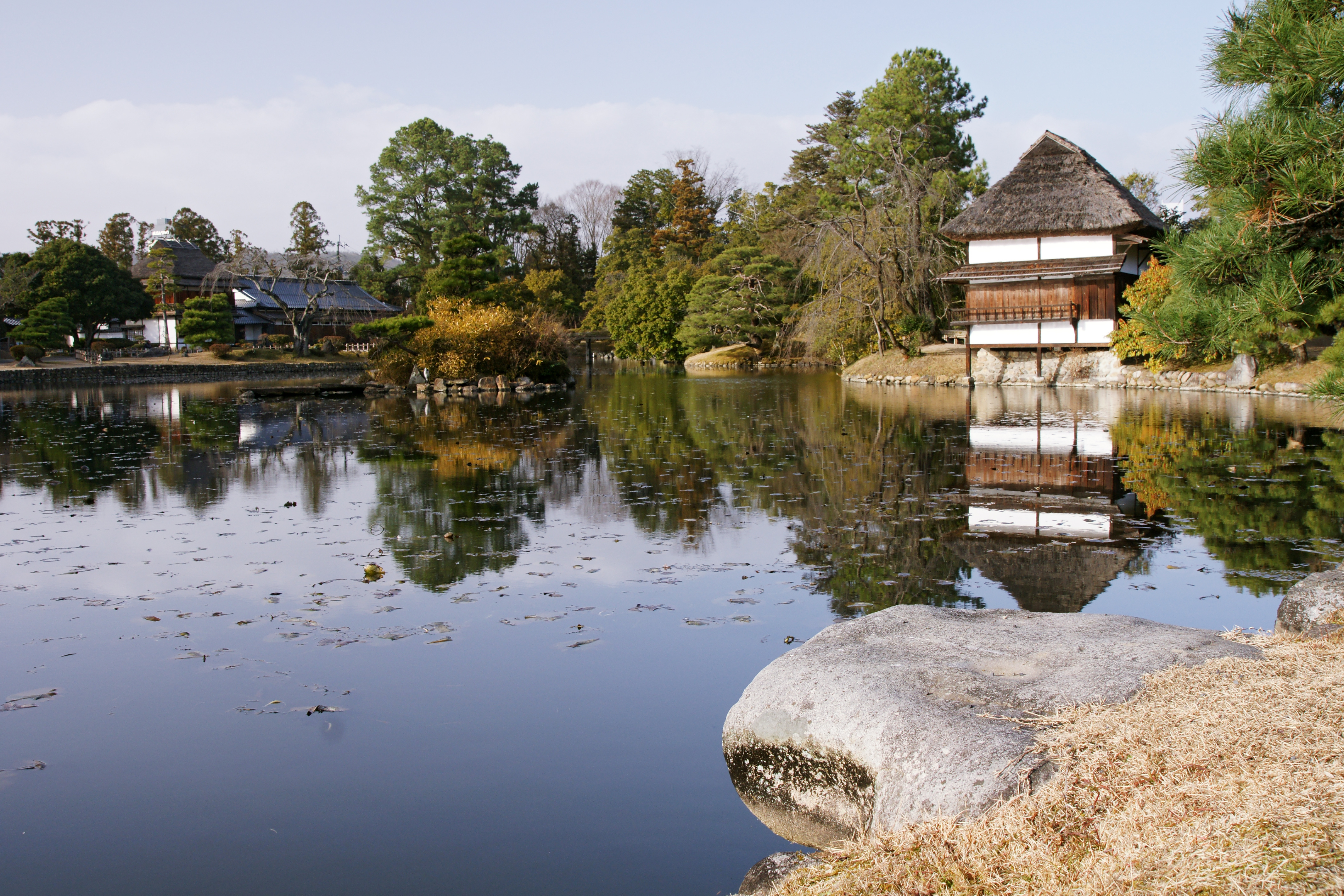
衆楽園

衆楽園（しゅうらくえん）は岡山県津山市山北にある日本庭園。正式名は旧津山藩別邸庭園。国の名勝に指定されている。

## 概要
津山藩二代目藩主、森長継が小堀遠州流の造園師を招いて築庭させた池泉回遊式の大名庭園で、京都の仙洞御所を模したものである。森家は途中で絶え、改易によって松平氏（越前松平家）が支配するようになり、同庭園は津山藩のご対面所などとして用いられた。その当時の敷地面積は約74,700平方メートル（東西：約256m、南北：約292m）で、現在の3倍近くあった。なお、衆楽園の命名は明治3年で、それまでは特に名前は決まっていなかった。
庭園の大半を南北に長い池が占め、四つの島が施されている。北の中国山地を借景とし、北の池は東と北の築山に迫られるように置かれ、東側には全長210メートルの曲水が設けられている。その中には老松が茂り森閑たる様相を見せる。対して南側は、海に見立てられた池が雄大な景観を醸し出している。その周りに余芳閣、迎賓館、風月軒、清涼軒といった建築が復元されているが、庭石や灯籠といった人工物は少なく、あくまで自然と一体化させているのが同庭園の特色である。

## ギャラリー

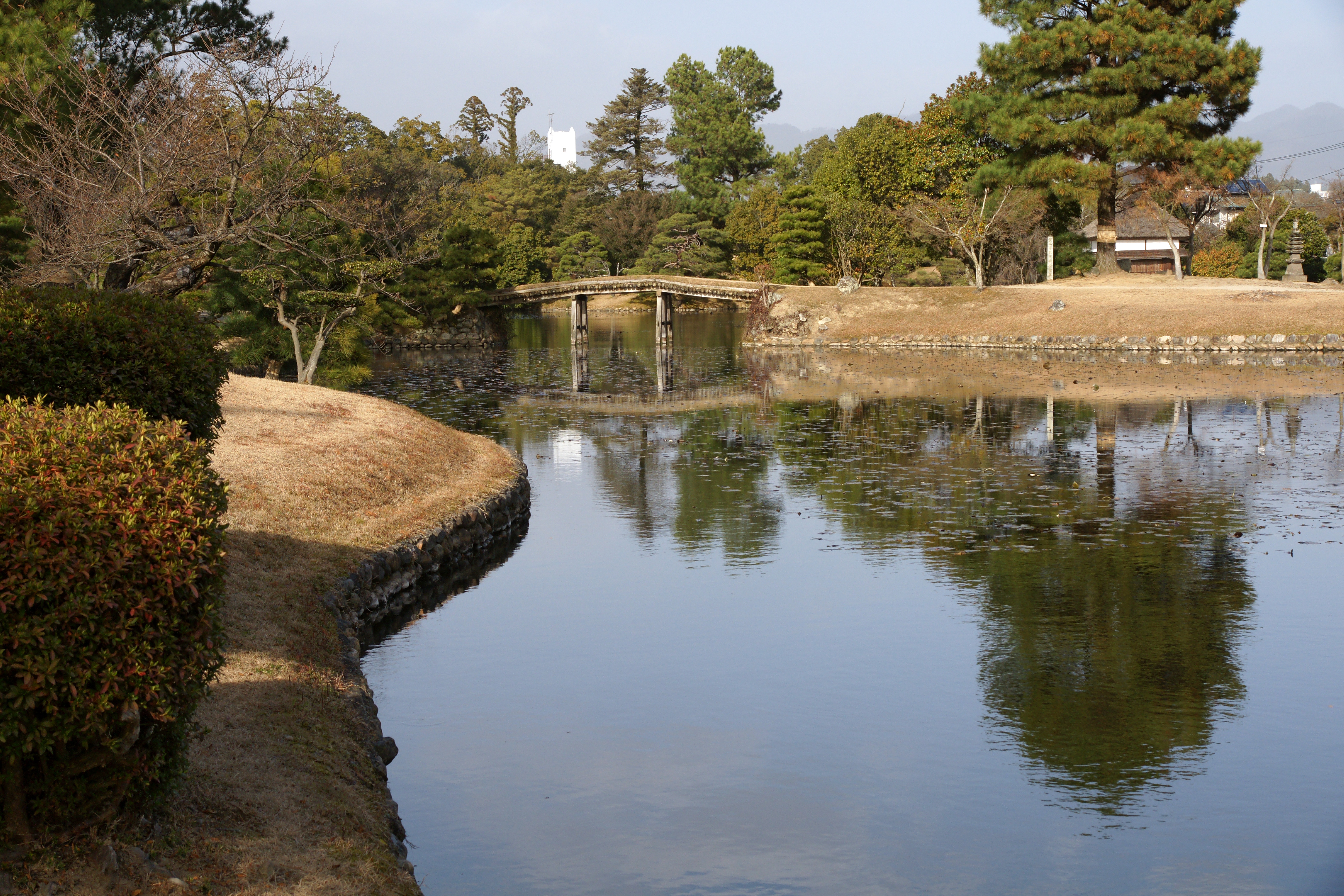
南の池
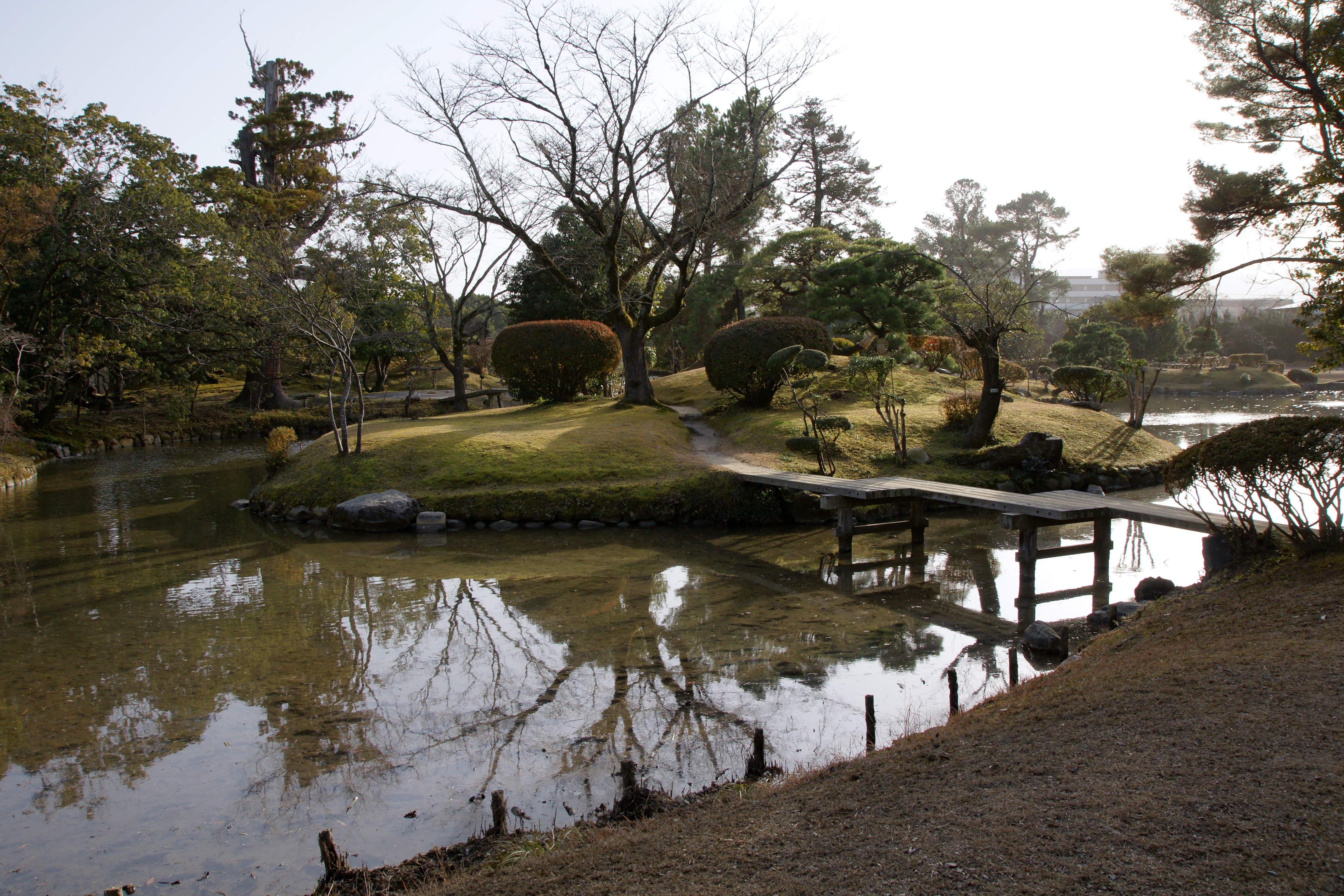
中之島
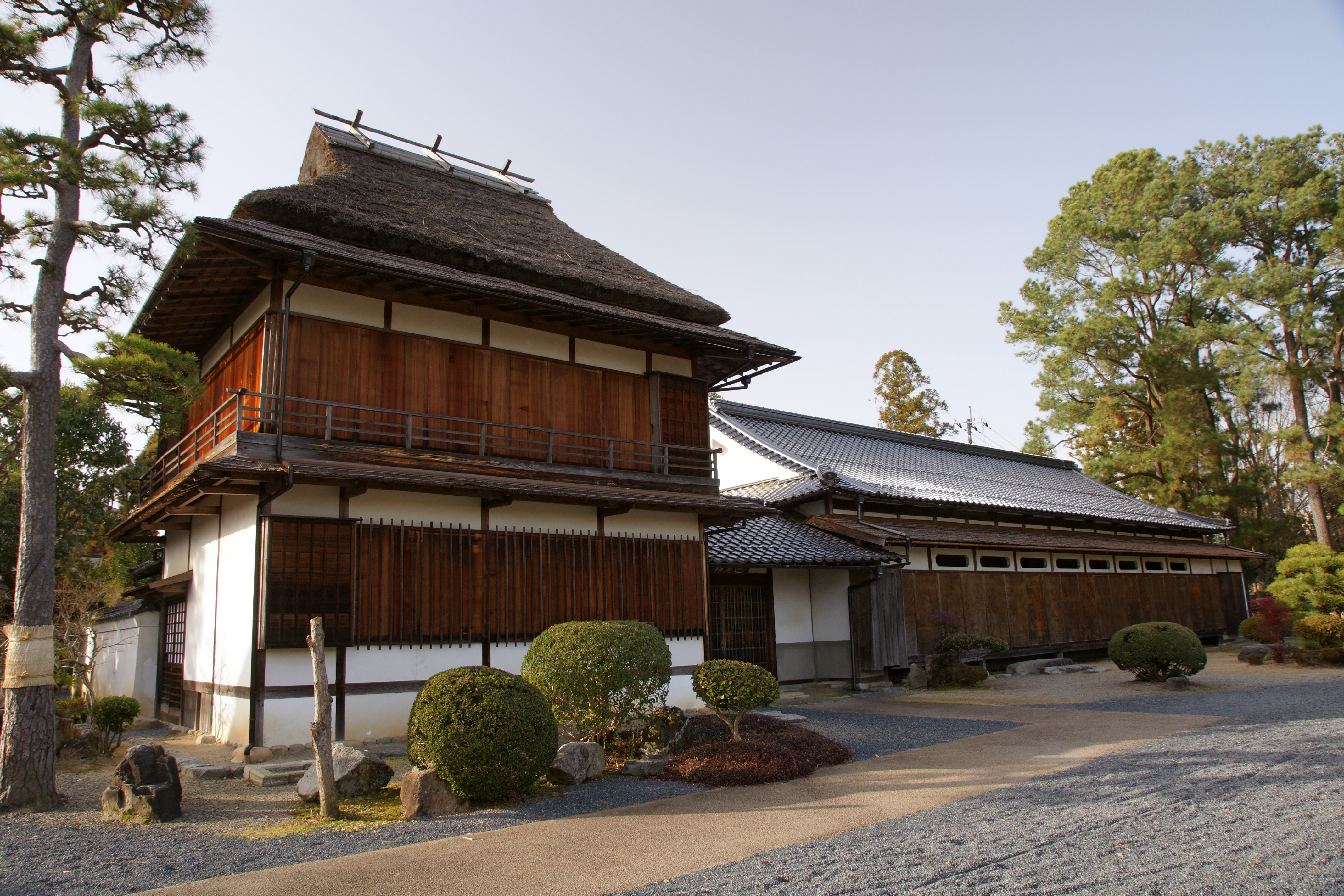
余芳閣・迎賓館
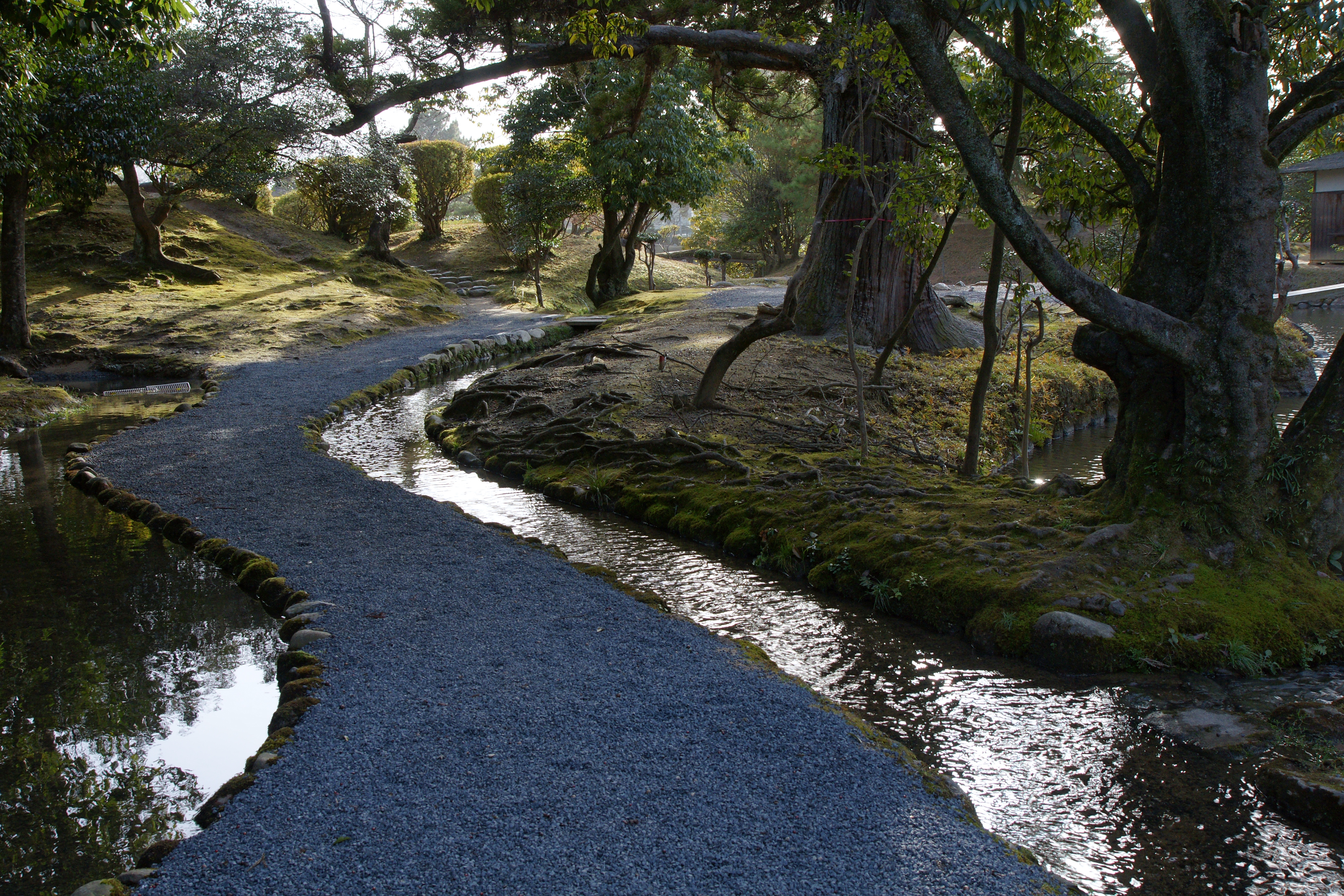
曲水

## データ
- 総面積：28,000m2
- 形式：池泉回遊式
- 指定：国の名勝（平成14年6月指定）
- 入園料：無料

## 交通アクセス
- JR姫新線・因美線 津山駅下車、徒歩で約15分。